# Preben Elkjær
Preben Elkjær (sinh ngày 11 tháng 9 năm 1957) là cựu danh thủ bóng đá chuyên nghiệp người Đan Mạch chơi ở vị trí tiền đạo. Một trong số các câu lạc bộ ông đã thi đấu là Hellas Verona của Ý, Preben Elkjær đã giúp câu lạc bộ đạt được danh hiệu lớn duy nhất trong lịch sử cho đến hiện tại, đó là vô địch Serie A 1985. Ông đã có tổng cộng gần 40 bàn thắng cho đội tuyển bóng đá quốc gia Đan Mạch trong 11 năm, là trụ cột của đội tuyển quốc gia dưới thời huấn luyện viên Sepp Piontek chơi tại Euro 1984 và World Cup 1986, thường được ca ngợi là thế hệ vàng của bóng đá Đan Mạch.
Được coi là một trong những danh thủ xuất sắc nhất thập niên 1980, ông đã về thứ hai trong cuộc đua dành Quả bóng vàng châu Âu năm 1985 sau khi đứng thứ ba ở năm trước đó, và đứng hạng tư vào năm 1986. Ở Verona, ông được coi là huyền thoại của câu lạc bộ, một cầu thủ có biệt danh là "Il sindaco" (thị trưởng). Nổi tiếng với khả năng ghi bàn, ông là một trong những cầu thủ bóng đá nổi tiếng và cá tính nhất ở Đan Mạch.

## Sự nghiệp

### Đức/Bỉ
Sinh ra ở Copenhagen, sự nghiệp của Elkjær bắt đầu với câu lạc bộ Vanløse IF vào năm 1976, nơi ông thi đấu một mùa với 15 trận ra sân, ghi được 7 bàn thắng. Sau đó, ông gia nhập 1. FC Köln của Đức, vào thời điểm đó là một trong những câu lạc bộ hàng đầu ở châu Âu. Tại đây, ông cùng với câu lạc bộ đã có được Cúp quốc nội năm 1978. Toàn bộ chiến dịch chinh phục danh hiệu này ông chỉ được thi đấu 9 phút trong trận chung kết đối đầu với Hertha BSC nhưng bất đồng với huấn luyện viên trưởng không thể hàn gắn khiến bầu không khí trong phòng thay đồ của câu lạc bộ Đức trở lên nặng nề và cuối cùng ông đã rời đi. Huấn luyện viên huyền thoại của câu lạc bộ khi đó là Hennes Weisweiler đã nói với Elkjær rằng vị huấn luyện viên này có người thông báo ông đã chơi thâu đêm tại một hộp đêm với một chai rượu whisky và một người phụ nữ, điều đó có đúng hay không. Elkjær trả lời rằng đó là một lời nói dối, vì trên thực tế đó là một chai vodka và hai người phụ nữ.
Vào tháng 2 năm 1978, Elkjær chuyển đến K.S.C. Lokeren Oost-Vlaanderen của Bỉ, câu lạc bộ mà ông gắn bó lâu nhất trong sự nghiệp thi đấu. Tại đó, ông có biệt danh là Chefen fra Lokeren (Nhà vô địch từ Lokeren) và Den Gale Mand fra Lokeren (Người điên từ Lokeren) khi ông đã vượt qua mốc 100 bàn thắng trong các trận đấu chính thức (98 bàn ghi được tại Giải bóng đá vô địch quốc gia Bỉ)

### Verona
Elkjær khi đã 27 tuổi chính thức ký một bản hợp đồng với Hellas Verona của Ý vào mùa hè năm 1984 và ngay trong mùa giải đầu tiên gắn bó năm 1984-85, ông đóng vai trò quan trọng khi giúp câu lạc bộ lần đầu tiên trong lịch sử giành được scudetto. Một trong những khoảnh khắc đáng chú ý nhất của ông là pha chạy cánh trái trong trận gặp Juventus (Verona thắng 2-0 trên sân nhà) khi mà ông rơi mất giày bên phải nhưng vẫn tiếp tục đá và cuối cùng ông đã có tình huống sút bóng bằng chính chân phải không đi giày.
Năm 1984, ông đã về thứ ba trong cuộc đua Cầu thủ xuất sắc nhất châu Âu và đến năm 1985 là về thứ hai, cả hai lần ông đều thất bại trước Michel Platini, người khi đó đang thi đấu cho Juventus. Trong suốt bốn năm thi đấu tại Verona, ông không bao giờ ghi được quá 10 bàn trong một mùa, nhưng con số này không bao giờ thấp hơn 7 bàn trong tổng số 48 bàn chính thức.

### Về lại Đan Mạch
Năm 1988, Elkjær trở lại trong bóng đá Đan Mạch khoác áo Vejle BK. Ông lúc này là ngôi sao sáng nhất của bóng đá Đan Mạch và các trận mà ông thi đấu có rất đông người hâm mộ tới dự khán. Lúc này khi đã 31 tuổi và dính một số chấn thương ở Vejle, ông đã có khoảng thời gian sống khó khăn với những kỳ vọng lớn từ đám đông. Cuối cùng ông đã quyết định giải nghệ sau hai mùa giải thi đấu.

## Sự nghiệp quốc tế
Khi chơi bóng đá trẻ cho Frederiksberg Boldklub, Elkjær đã có màn ra mắt cho đội tuyển quốc gia lứa tuổi U19 Đan Mạch vào tháng 10 năm 1975. Ông đã có tổng cộng 11 trận và ghi được 6 bàn thắng, trong đó có 3 trận thi đấu ở Giải vô địch bóng đá U-19 châu Âu năm 1975.
Ông có lần đầu ra mắt U21 Đan Mạch vào tháng 6 năm 1976, có 9 bàn thắng sau 9 trận, trong đó có 3 bàn ghi được tại tứ kết của Giải vô địch bóng đá U-21 châu Âu 1978 gặp Bulgaria, mặc dù Đan Mạch đã bị loại do luật bàn thắng sân khách.
Vào ngày 22 tháng 6 năm 1977, khi mới 19 tuổi 284 ngày, Elkjær ra mắt đội tuyển bóng đá quốc gia Đan Mạch, và ghi được cả hai bàn trong chiến thắng của Đan Mạch trước Phần Lan. Ông có vai trò quan trọng tại EURO 1984, ghi được 2 bàn thắng trong 4 trận, mở đường cho việc sang thi đấu tại Ý. Tại giải đấu, Đan Mạch chơi thứ bóng đá tấn công hấp dẫn, nhưng đã bị loại ở vòng bán kết sau khi thua Tây Ban Nha trên chấm phạt đền. Elkjær là cầu thủ đá phạt đền cuối cùng của Đan Mạch nhưng bóng đi vọt xà ngang.
Elkjær cũng có mặt trong đội hình Đan Mạch tại FIFA World Cup 1986 khi Đan Mạch lần đầu tiên vượt qua vòng sơ loại. Tại giải đấu đó, Đan Mạch đã vượt qua vòng đấu bảng với tư cách nhất bảng nhưng một lần nữa dừng chân bởi những người Tây Ban Nha. Riêng cá nhân Elkjær đã ghi được 4 bàn thắng, trong đó có một cú hat-trick vào lưới Uruguay. Được đánh giá là tiền đạo năng động và mạnh mẽ nhất giải đấu, ông xếp vị trí thứ ba trong cuộc đua Quả bóng Vàng World Cup 1986.
Euro 1988 là giải đấu cuối cùng Elkjær thi đấu cho đội tuyển quốc gia. Vào ngày 14 tháng 6 năm 1988, ông thi đấu trận cuối cùng trong màu áo đội tuyển quốc gia, khi đó ông 30 tuổi 277 ngày, trong trận đấu mà Đan Mạch đã thua Tây Đức với tỉ số 0-2, kết thúc giải đấu với ba trận thua ở vòng bảng. Tổng cộng sự nghiệp ông có 69 trận đấu quốc tế và ghi được 38 bàn thắng.

## Phong cách thi đấu
Elkjær được coi là một trong những tiền đạo vĩ đại nhất mọi thời đại của Đan Mạch. Là một người hút thuốc khét tiếng, nhưng phong cách thi đấu của ông không hề bị hụt hơi, đó là bởi sự quyết tâm cao mỗi khi ra sân. Ông dường như không bao giờ từ bỏ trái bóng khi bị mất, luôn bám đuổi đối thủ một cách quyết liệt.
Phong cách thi đấu của ông là sự kết hợp của khả năng tì đè trực diện lẫn rê bóng tuyệt vời. Ông được đánh giá là cầu thủ mạnh mẽ và năng động, bất cứ khi nào nhận được bóng trong tư thế quay lưng về phía khung thành đối thủ, ông sẽ lập tức cố gắng dẫn bóng hướng về mục tiêu. Chính vì sự năng nổ của ông kết hợp tốt với sự điềm tĩnh và tầm nhìn bao quát của Michael Laudrup khi chơi cùng nhau trong đội tuyển quốc gia, họ được mệnh danh là bộ đôi tấn công "hiệu quả nhất" World Cup 1986.

## Nghỉ hưu
Sau khi từ giã thi đấu chuyên nghiệp, Elkjær tiếp nhận ghế huấn luyện viên trưởng tại câu lạc bộ Silkeborg IF thi đấu tại giải Superliga Đan Mạch vào năm 1995. Đến tháng 12 năm 1996, ông rời câu lạc bộ để đứng đầu kênh truyền hình thể thao TVS, một công ty mới thành lập bởi các đài truyền hình quốc gia DR, TV2, Hiệp hội bóng đá Đan Mạch và công ty viễn thông TDC A/S. Tuy nhiên, kênh truyền hình này không thành công và đã phải dừng chỉ sau một năm khai trương. Ngoài ra, ông còn làm việc như là một chuyên gia phân tích bình luận UEFA Champions League trên TV3+ của Đan Mạch cùng với Brian Laudrup và dẫn chương trình Peter Grønborg. Vào tháng 10 năm 2019, ông tiến hành phẫu thuật lấy sỏi mật ở Bỉ.

## Danh hiệu

### Câu lạc bộ
1. FC Köln
- Bundesliga: 1977–78
- Cúp bóng đá Đức: 1976–77, 1977–78

Verona F.C.
- Serie A: 1984–85

### Cá nhân
- Cầu thủ xuất sắc nhất Đan Mạch: 1984
- Quả bóng vàng châu Âu: Hạng ba năm 1984[18], Hạng hai năm 1985[19]
- Onze d'Or: Hạng ba năm 1984, Hạng hai năm 1985
- Quả bóng Đồng FIFA World Cup: 1986
- Đội hình toàn sao FIFA World Cup: 1986
- Đại sảnh danh vọng bóng đá Đan Mạch
- Những cầu thủ bóng đá vĩ đại nhất thế kỷ 20: Top 100 cầu thủ bóng đá vĩ đại nhất mọi thời đại[20]